# Tiki (Mythologie)
In der Mythologie der Māori Neuseelands ist Tiki der erste Mensch, ein Mann. 

## Versionen
In den Details gibt es unzählige Versionen dieser Geschichte:
Der erste Mensch in den Traditionen der Ostküste der Nordinsel Neuseelands ist eine Frau. In anderen Legenden erschuf Tāne zuerst einen Mann, Tiki, und schuf dann eine Frau für ihn. In manchen Versionen der Westküste war Tiki selbst ein Sohn der göttlichen Eltern Rangi und Papa und mischte sein Blut mit Lehm, und Tāne erschuf dann die erste Frau. Manchmal hat auch Tūmatauenga, der Kriegsgott, Tiki erschaffen.
In einer weiteren Geschichte ist der erste Mensch eine Frau namens Marikoriko, und in manchen Traditionen ist Tiki der Penis von Tāne.
In jedem Fall ist Tiki sehr eng verbunden mit dem ersten Zeugungsakt.

## Geschichte
Dies ist eine der Varianten:
Tiki war einsam und sehnte sich nach Begleitung. Eines Tages sah er die Spiegelung seiner selbst ein einem kleinen Teich, er dachte, er hätte jemanden gefunden, und sprang hinein. Aber das Bild verschwand, und Tiki war sehr enttäuscht. Er schüttete den Teich mit Erde zu, daraufhin gebar der Teich eine Frau. Tiki lebte mit ihr in Unschuld, bis die Frau eines Tages durch einen Aal sehr erregt wurde. Diese Erregung sprang auf Tiki über, und es kam zum ersten Zeugungsakt.

## Namen und Beiwörter
Es gibt weitere Bezeichnungen namens Tiki, vielleicht Erscheinungsformen von Tiki
- Tiki-tohua, der Urvater der Vögel
- Tiki-kapakapa, der Urvater der Fische und eines Vogels, dem Tui
- Tiki-auaha, der Urvater der Menschen
- Tiki-whakaeaea, der Urvater der Kūmara

## Andernorts in Polynesien
In den Legenden Hawaiis heißt der erste Mensch Kumuhonua. Er wurde von Kāne erschaffen, oder von Kāne, Kū und Lono zusammen. Sein Körper wurde gemacht aus roter Erde und Speichel. Er wurde geformt nach dem Ebenbild von Kāne, der die Erde aus allen vier Himmelsrichtungen der Welt beschaffte. Eine Frau wurde dann aus einer seiner Rippen erschaffen.
Kanaloa schaute zu, wie Kāne diesen ersten Menschen schuf und wollte es ihm nachmachen. Allerdings konnte er seine Schöpfung nicht zum Leben erwecken, und im Zorn sprach er zu Kane: „Ich nehme mir deinen Menschen, und er wird sterben.“ So kam die Sterblichkeit über die Menschheit. 
Auf Tahiti heißt der erste Mensch Ti’i. Das diakritische Zeichen ' kennzeichnet einen sehr kurzen Schluss des Kehlkopfs, einen sogenannten stimmlosen glottalen Plosiv und ersetzte in manchen polynesischen Sprachen das k. Ti’i wurde aus roter Erde erschaffen, und Ivi, die erste Frau, aus einem von Ti’is Knochen.
Auf den Cookinseln variieren die Traditionen ebenfalls. Auf Rarotonga ist Tiki der Wächter des Eingangs zur Unterwelt Avaiki. Ihm mussten Geschenke gemacht werden, damit die Toten eintreten dürfen. Auf Mangaia ist Tiki eine Frau, die Schwester von Veetini, die der erste Mensch war, der natürlich gestorben war. Der Eingang nach Avaiki wird dort die Schlucht des Tiki genannt.